# Паланґпошт
Паланґпошт (перс. پلنگپشت) — село в Ірані, у дегестані Чубар, у бахші Ахмадсарґураб, шагрестані Шафт остану Ґілян. За даними перепису 2006 року, його населення становило 417 осіб, що проживали у складі 118 сімей.

## Клімат
Середня річна температура становить 14,40°C, середня максимальна – 28,28°C, а середня мінімальна – -0,38°C. Середня річна кількість опадів – 868 мм.
| Клімат поселення                              | Клімат поселення | Клімат поселення | Клімат поселення | Клімат поселення | Клімат поселення | Клімат поселення | Клімат поселення | Клімат поселення | Клімат поселення | Клімат поселення | Клімат поселення | Клімат поселення | Клімат поселення |
| Показник                                      | Січ.             | Лют.             | Бер.             | Квіт.            | Трав.            | Черв.            | Лип.             | Серп.            | Вер.             | Жовт.            | Лист.            | Груд.            |                  |
| Середній максимум, °C                         | 10,67            | 11,49            | 12,89            | 18,07            | 21,76            | 26,62            | 28,28            | 28,10            | 23,60            | 21,18            | 17,27            | 12,52            |                  |
| Середня температура, °C                       | 5,14             | 5,95             | 7,38             | 12,52            | 16,22            | 21,08            | 23,88            | 23,70            | 19,20            | 16,78            | 12,87            | 8,12             |                  |
| Середній мінімум, °C                          | −0,38            | 0,43             | 1,84             | 6,98             | 10,70            | 15,56            | 19,48            | 19,29            | 14,81            | 12,40            | 8,45             | 3,72             |                  |
| Норма опадів, мм                              | 91               | 74               | 75               | 55               | 40               | 25               | 18               | 39               | 82               | 125              | 111              | 133              |                  |
| Середньомісячна швидкість вітру, м/с          | 2.27             | 2.34             | 2.40             | 2.30             | 2.30             | 2.53             | 2.50             | 2.38             | 2.10             | 2.00             | 1.90             | 1.92             |                  |
| Середньомісячна сонячна радіація, кДж/м²·день | 6973             | 9109             | 11208            | 15804            | 19991            | 22396            | 23174            | 19708            | 16165            | 11157            | 8747             | 6678             |                  |
| --------------------------------------------- | ---------------- | ---------------- | ---------------- | ---------------- | ---------------- | ---------------- | ---------------- | ---------------- | ---------------- | ---------------- | ---------------- | ---------------- | ---------------- |
| Джерело:                                      |                  |                  |                  |                  |                  |                  |                  |                  |                  |                  |                  |                  |                  |